# Волхов (город)
Во́лхов — город (с 1933 года) в России, административный центр Волховского района Ленинградской области. Город воинской доблести.
Образует муниципальное образование город Волхов (Волховское городское поселение).

## География
Площадь — 10 821 га.
Волхов расположен в восточной части области на автодороге 41А-006 (Зуево — Новая Ладога). В городе берут начало автодороги 41К-022 (Волхов — Городище — Кириши), 41К-055 (Волхов — Кисельня — Черноушево) и 41К-059 (Волхов — Иссад).
Расстояние до Санкт-Петербурга — 135 км.
Город находится на обоих берегах реки Волхов.

### Часовой пояс
Город Волхов, как вся Ленинградская область находится в часовом поясе, обозначаемом по международному стандарту как Moscow Time Zone (MSK). Смещение относительно Всемирного координированного времени UTC составляет +3:00. Волховское время отличается от поясного на один час.

## История
Писцовая книга Водской пятины 1500 года упоминает в Ладожском уезде Михайловский погост на Волховских порогах (на левом берегу реки Волхов). После 1917 года Михайловский погост на Волхове получил наименование «село Октябрьское».
В 1904 году, во время прокладки железной дороги Петербург — Вологда, была построена станция Званка, названная так по находившейся рядом одноимённой деревне. В 1916 году от этой станции была проложена железная дорога на Мурманск.
Город возник как посёлок строителей Волховской ГЭС (Волховстрой), которая строилась с 1918 по 1926 год и была первой крупной ГЭС в России.
Постановлением Президиума ВЦИК от 16 мая 1925 года Волховстрой получил статус рабочего посёлка.
По данным переписи населения 1926 года в посёлке Волховстрой проживали 3530 человек, в Званке — 3460 человек.
Постановлением Президиума ВЦИК от 16 мая 1927 года рабочий посёлок Волховстрой был включён в черту Званки (одновременно, также получившей статус рабочего посёлка).
В 1929 году недалеко от ГЭС был заложен первый в России алюминиевый завод.
В 1929 году на станции Званка был открыт диспетчерский пункт СЛОНа.
Постановлением Президиума ВЦИК от 20 апреля 1930 года, рабочие посёлки Пролетарский и Званка объединены в один рабочий посёлок Званка.
27 декабря 1933 года Президиум ВЦИК постановил: «…2. Включить в черту рабочего посёлка Званка, Волховского района, селения — Борисова Горка, Ильинское, Новые Дубовики и Октябрьское с Новой деревней, того же района. 3. Преобразовать рабочий посёлок Званка, Волховского района, в город под наименованием „Волховстрой“».
Указом Президиума Верховного Совета РСФСР от 11 апреля 1940 года город Волховстрой был переименован в Волхов.
2 марта 1943 года под прицельным огнём врага была построена железная дорога длиной в 33 километра за 17 дней. Она соединила блокадную внутреннюю сеть железных дорог Ленинграда с внешней, ведущей на Волховстрой. Пять тысяч человек днём и ночью рубили деревья, заготавливали шпалы, подвозили и подносили рельсы. Для быстроты шпалы и рельсы укладывали непосредственно на снег и на лёд. 7 февраля 1943 года после полуторагодового перерыва смогли отправить в Ленинград первый поезд с продовольствием и боеприпасами.
В 1970 году город был награждён орденом Октябрьской Революции.
19 марта 1994 года постановлением правительства Ленинградской области № 43 от в состав города были включены населённые пункты: Лисички, Кикино, Плеханово, Симанково, Заполек, Стуглево и Труфаново.
14 марта 1996 года постановлением правительства Ленинградской области № 76 в состав города Волхова были переданы деревни Валим, Пороги, Шкурина Горка и посёлок при станции Пороги из Вындиноостровской волости, а также деревня Виковщина из Староладожской волости.
1 декабря 2015 года в Москве подписано постановление президиума Межгосударственного Союза Городов-Героев, в котором говорится: «За выдающиеся заслуги перед Отечеством, мужество, массовый трудовой героизм, проявленный жителями города Волхова в борьбе с фашистскими захватчиками, и в ознаменование 70-летия окончания Второй мировой войны присвоить городу Волхову почетное международное звание „Город Трудовой Доблести и Славы“».

## Население
| 1862    | 1931    | 1932    | 1933    | 1935    | 1937    | 1939    | 1943    | 1945    | 1949    | 1959    |
| ------- | ------- | ------- | ------- | ------- | ------- | ------- | ------- | ------- | ------- | ------- |
| 234     | ↗9200   | ↗10 800 | ↗18 000 | ↗27 500 | ↘24 430 | ↗29 413 | ↘5021   | ↗17 037 | ↗26 939 | ↗36 630 |
| 1967    | 1970    | 1979    | 1987    | 1989    | 1992    | 1996    | 1997    | 1998    | 2001    | 2002    |
| ↗44 000 | ↗47 025 | ↗49 696 | ↗51 000 | ↘50 325 | ↘50 300 | ↗50 500 | ↗50 900 | ↗51 000 | ↘50 000 | ↘46 596 |
| 2003    | 2005    | 2006    | 2007    | 2009    | 2010    | 2011    | 2012    | 2013    | 2014    | 2015    |
| ↗46 600 | ↘46 100 | ↘45 800 | →45 800 | ↘45 492 | ↗47 182 | ↘47 064 | ↘46 891 | ↘46 827 | ↘46 589 | ↘46 076 |
| 2016    | 2017    | 2018    | 2019    | 2020    | 2021    | 2023    | 2024    | 2025    |         |         |
| ↘45 585 | ↘45 195 | ↘44 868 | ↘44 487 | ↘44 256 | ↘38 511 | ↘37 955 | ↘37 539 | ↘37 337 |         |         |

На 1 января 2025 года по численности населения город находился на 402-м месте из 1124 городов Российской Федерации.
До объединения в 1927 году Волховстроя и Званки, численность их населения учитывалась отдельно:
- 1920 г. — Волховстрой 279 чел. (260 м п., 19 ж. п.); Званка — 2041 чел. (1107 м п., 934 ж. п.)
- 1923 г. — Волховстрой 6143 чел. (5064 м п., 1079 ж. п.); Званка — 2932 чел. (1615 м п., 1317 ж. п.)

| Национальности | 1939  | 1939 | 1959  | 1959 | 2002  | 2002 | 2021  | 2021 |
| Национальности | число | %    | число | %    | число | %    | число | %    |
| -------------- | ----- | ---- | ----- | ---- | ----- | ---- | ----- | ---- |
| Всего          | 29413 | 100  | 36630 | 100  | 46596 | 100  | 38511 | 100  |
| русские        | 27417 | 93,2 | 34946 | 95,4 | 43671 | 93,7 | 34642 | 89,9 |
| украинцы       | 727   | 2,5  | 605   | 1,7  | 635   | 1,4  | 125   | 0,3  |
| белорусы       | 191   | 0,6  | 299   | 0,8  | 302   | 0,7  | 58    | 0,1  |
| прочие         | 1078  | 3,7  | 780   | 2,1  | 1988  | 4,3  | 3686  | 9,6  |

## Инфраструктура
Город состоит из двух частей:
- Волхов-1 (расположен на левом берегу реки Волхов)
- Волхов-2 (расположен на правом берегу реки Волхов)

В городе находятся: Волховская ГЭС, две основные котельные (работают на природном газе), два комплекса водоочистных сооружений и три комплекса очистки стоков.
В городе три моста через реку Волхов: автомобильный, пешеходный и железнодорожный мосты.
Главные улицы города — Кировский пр., ул. Юрия Гагарина, пр. Державина, Волховский пр., Авиационная ул., Молодёжная ул., ул. Профсоюзов.

## Экономика

### Промышленность
- Волховская ГЭС им. В. И. Ленина
- Волховский филиал АО «Апатит» (волховский химический кластер Группы «ФосАгро»), прежнее название АО «Метахим» — (ОАО «ФосАгро»)
- ООО «Талосто-Волхов»
- ОАО «Волховхлеб»
- Комбинат шампанских вин «ВИЛАШ-КШВ»
- Волховский завод по обработке цветных металлов
- Швейная фабрика «Волховчанка»
- Комбикормовый завод
- Рыбоперерабатывающая компания «РОК-1»
- Кондитерская фабрика «Невский кондитер»
- Завод по производству цемента ООО "ГлаЦем"

### Торговля
- Универсамы «Пятёрочка», «Магнит», «Верный»
- Фирменные магазины Великолукского мясокомбината
- Салоны связи  «МегаФон», «МТС», «TELE2»
- Магазины электроники «Эльдорадо»
- Аптека «Озерки», сеть аптек «Невис».
- Торговый дом «ВИМОС»
- ООО «ТД Марс»

### Банки
- «Альфа банк», «Сбербанк России», «ВТБ», «Почта Банк», АО КБ «Пойдём!», «Совкомбанк»

### Транспорт
Волхов представляет собой крупный железнодорожный узел, отсюда идут электропоезда до Санкт-Петербурга, Киришей, Подпорожья и Тихвина. Также идут поезда дальнего следования на Москву, Мурманск, Екатеринбург, Новокузнецк, Воркуту, Архангельск. В городе находятся 3 железнодорожные станции: Волховстрой-1, Волховстрой-2, Мурманские Ворота и железнодорожная платформа Новооктябрьский.
Городской общественный транспорт представлен автобусами и маршрутными такси.

## Достопримечательности
- Волховская ГЭС — шедевр конструктивизма, инж. Г. О. Графтио
- Железнодорожный вокзал
- Монумент «Героическим защитникам Волхова»
- Памятник С. М. Кирову
- Памятник академику Г. О. Графтио
- В 6 км к северу находится село Старая Ладога — первая столица древней Руси
- Парк Славы
- Парк имени 40-летия ВЛКСМ
- Парк «Ильинка»
- На территории железнодорожного вокзала станции Волховстрой-I установлен паровоз-памятник Эу708-64. Этот паровоз, приписанный в годы войны к депо г. Волхова, 7 февраля 1943 г. доставил в осаждённый Ленинград первый после прорыва блокады поезд с продовольствием и боеприпасами.
- На территории микрорайона Шкурина Горка, на левом берегу реки Волхов, в районе Волховских порогов, под средневековыми культурными слоями найдено поселение древних рыболовов и охотников эпохи бронзы и раннего железа II тыс. до н. э.[45]

## Культура
- Культурно-информационный центр им. А. С. Пушкина
- Культурно-спортивный центр «Железнодорожник»
- Волховский городской дворец культуры
- Музей истории города Волхов

## Русская православная церковь
- Церковь Илии Пророка в Плеханово
- Собор св. ап. Андрея Первозванного
- Церковь Архангела Михаила

## Спорт
В Волхове имеются: 2 городских стадиона, 3 спортивно-оздоровительных комплекса, 2 плавательных бассейна.
В городе развиваются следующие виды спорта: плавание, футбол, баскетбол, волейбол, хоккей, теннис, спортивная гимнастика, художественная гимнастика, аэробика, лёгкая атлетика, тяжёлая атлетика, рукопашный бой, каратэ токукай, бокс, спортивные бальные танцы и др.

## Туризм
В городе работают несколько гостиниц:
- «Гости Майорки»
- «Гостиница»
- «Званка»
- «Легенда»
- «Металлург»
- «Отдохни»
- «Севиль»
- «Седой Волхов»
- «Cityhostel»

## Образование
В городе работают 10 школ и 12 детских садов, есть средние специальные учебные заведения и филиалы высших учебных заведений:
- Волховский алюминиевый колледж
- Волховский политехнический техникум
- Волховский колледж транспортного строительства

На данный момент они прекратили свою работу по отдельности и объединились в Волховский многопрофильный техникум, который состоит из 4 площадок. (Включая четвертую площадку в Сясьстрое) 
- Филиал РГПУ им. А. И. Герцена
- Филиал ЛГУ им. А. С. Пушкина

Существуют также учреждения дополнительного образования:
- Детская музыкальная школа им. Я. Сибелиуса
- Школа искусств
- Художественная школа
- Дом детского творчества

## Медицина
В городе работают следующие медицинские учреждения:
- 2 больницы
- 2 поликлиники
- Стоматологическая поликлиника
- Стоматологическая клиника «Добрый доктор»
- Стоматологическая клиника «Дента+»
- Диагностический центр «Хеликс»
- Родильный дом
- Санаторий-профилакторий «Волхов»

## Связь
Оператором стационарной связи в городе является «Ростелеком». Код Волхова +7 81363, городские номера пятизначные.
В городе действует 5 отделений «Почты России». Почтовые индексы Волхова: 187401 (Главпочтамт), 187402, 187403, 187404, 187406.
В Волхове представлены следующие операторы сотовой связи:
- «МегаФон» (3G+4G)
- МТС (3G+4G)
- «Билайн» (3G+4G)
- Tele2 (3G)
- Yota

Услуги по доступу в Интернет в городе оказывают:
- «Ростелеком»
- «Эталон-Оптик»
- «ТЕМА-Телеком»
- «Волхов-Онлайн»

Услуги кабельного телевидения в городе оказывают:
- «Эталон-Оптик»
- «Коммаст»

## СМИ

### Газеты
- Волховские огни
- Провинция. Северо-запад
- Между прочим обо всём
- Голос Ладоги

### Телевидение
Местное телевидение представлено каналом «Волховское телевидение», который производит информационные программы, выходящие в сетке регионального вещания телеканала «Мир 24» по сети кабельного телевидения.
| Название канала | Номер канала / ТВК |
| --------------- | ------------------ |
| «Первый канал»  | 5                  |
| «Пятый канал»   | 11                 |
| «Россия-1»      | 34                 |

Также в городе работают первый и второй мультиплексы российского цифрового эфирного телевидения.

### Радио
- 88,2 FM — Радио Ваня
- 88,6 FM — Ретро FM
- 89,5 FM — Новое Радио
- 99,3 FM — Волхов VFM
- 101,6 FM — Радио Рекорд
- 102,2 FM — Дорожное радио
- 103,2 FM — Радио Родных дорог
- 103,8 FM — Авторадио
- 104,6 FM — Питер FM
- 105,7 FM — Русское радио
- 107,2 FM — Европа Плюс

## Социальная сфера
В городе имеется учреждение социальной защиты населения: Ленинградское областное государственное бюджетное учреждение Волховский комплексный центр социального обслуживания населения «Береника».

## Галерея
- Волховский городской дворец культуры
- В центре города
- Здание городской администрации
- Здание Сбербанка
- Продуктовый магазин
- Волховская ГЭС
- Спортивно-оздоровительный комплекс «Газовик»
- Улица Гагарина
- Волховский проспект
- Универсам «Магнит»

## Города-побратимы
Волхов является городом-побратимом следующих городов:
1. Ярвенпяа, Финляндия
2. Сундсвалль, Швеция
3. Мушёэн, Норвегия
4. Лимбажи, Латвия

## Известные уроженцы
- Вайпан, Виктор Алексеевич — доктор юридических наук.
- Вязилов, Евгений Дмитриевич — советский и российский кибернетик, океанолог, доктор технических наук.
- Ганзен, Владимир Александрович — советский и российский психолог, доктор психологических наук.
- Епифанов, Игнат Олегович — российский футболист, полузащитник.
- Ларионов, Николай Евгеньевич — советский и российский футболист.
- Маркаров, Борис Ваганович — советский ватерполист.
- Морозов, Вадим Николаевич — российский железнодорожник.
- Никифоров, Евгений Михайлович — советский сержант, пулемётчик.
- Петров, Сергей Валериевич — российский предприниматель и депутат Государственной Думы Федерального Собрания Российской Федерации.
- Смолеева, Нина Николаевна — советская волейболистка, бывший игрок сборной СССР.